# EP u softbolu za žene 1984.
4. EP u softbolu za žene  se održalo u Belgiji, u Antwerpenu/Anversu, od 14. do 19. kolovoza 1984.

## Konačna ljestvica
| Mj. | Država     |
| --- | ---------- |
| 1.  | Nizozemska |
| 2.  | Italija    |
| 3.  | Belgija    |
| 4.  | Švedska    |
| 5.  | San Marino |
| 6.  | Danska     |